# Partials

Partials é um romance do gênero distopia e Ficção jovem-adulta escrito pelo norte-americano Dan Wells. O primeiro de uma tetralogia, foi originalmente publicado nos Estados Unidos em 28 de fevereiro de 2012 pela editora Balzer & Bray, e lançado no Brasil em 9 de outubro de 2012 pela Editora iD. Também foi disponibilizado como audiolivro e livro digital. O livro conta a história de Kira, uma jovem de 16 anos estagiário no hospital, que se torna determinada a encontrar uma cura para o vírus depois de testemunhar a quase extinção dos humanos após a guerra com os Partials – seres criados em laboratório, idênticos aos humanos.

## Origem
A partir de uma entrevista feita por Robison Wells, irmão de Dan Wells, o escritor declarou que "Algumas das influências são óbvias, como Battlestar Galactica e Children of Men. Outros são mais difíceis de detectar. Eu escutei uma dieta constante de canções de protestos e música revolucionária enquanto escrevia, coisas como "Uprising" por Muse, porque me ajudaria a entrar na personalidade impetuosa do personagem principal. E algumas das minhas influências realmente não acabam no livro, embora eu ainda possa contá-los — coisas como Mad Max e A Canticle for Leibowitz que inspiraram o meu amor por histórias pós-apocalípticas, mas que realmente não se aplicam neste caso. A maior influência pode ter sido nossa própria história e eventos atuais. Partials é, pode parecer às vezes, um livro muito raivoso, e isso é um reflexo dos meus próprios sentimentos sobre um monte de coisas que eu vejo acontecerem no mundo."

## Enredo
A raça humana está quase extinta após a guerra com os Partials – seres criados em laboratório, idênticos aos humanos. Eles liberaram o vírus RM, ao qual apenas uma pequena parte da população é imune. Os sobreviventes da América do Norte se reuniram em Long Island ao mesmo tempo que os Partials se retiraram da guerra misteriosamente.
Kira é uma médica em treinamento que vê, dia após dia, todos os bebês morrerem, pouco tempo após o nascimento. Há mais de uma década nenhum nasce imune ao RM. O tempo está se esgotando e, com ele, a esperança.
Decidida a encontrar a cura, Kira descobrirá que a sobrevivência dos humanos tem muito mais a ver com as ligações entre eles e os Partials do que se imagina. Ligações das quais a humanidade se esqueceu, ou simplesmente não sabia que existiam. Os Estados Unidos criaram androides, para lutar uma guerra contra iranianos e chineses. Uma vez que a guerra já estava findada, os Partials ligados aos seus criadores, liberando um vírus transmitido pelo ar que mata todos os seres humanos, aproximadamente 40.000. Uma lei exigia que todas as mulheres de acima de 18 anos engravidassem o mais rápido possível, empurrando os sobreviventes à beira da guerra civil. Kira embarca em uma jornada para encontrar as parciais, acreditando que seus corpos não afetados são a chave para curar o vírus. Depois de embarcar nesta missão, o que ela aprende e testemunha podem ter efeitos devastadores não apenas sobre ela, sobre os humanos sobreviventes e os próprios Partials.

## Personagens

### Principais
- Kira Walker: É a protagonista da série. Ela é uma partial que é de outro modelo. Kira é descrita como sendo principalmente aparência indiana. Possui olhos castanhos, pele morena e cabelo preto longo.
- Samm: Samm é um Partial, é de fala mansa, não embrutece, uma vez que todas os partials utilizam-se do link para se comunicar, ele quase que não expressa  linguagem corporal.

### Secundários
- Haru
- Yoon
- Madison
- Marcus
- Xochi
- Jayden
- Heron

## Recepção da crítica
Partials recebeu diversos elogios críticos, com o New York Times dando-lhe: "Uma descarga de ficção científica de adrenalina emocionante, com uma das visões mais atraentes e assustadores do futuro da Terra que eu já vi. Eu não poderia baixar seu nível." Los Angeles Times: "Os leitores que gostam de temas feministas obstinados que fazem à sua maneira. . . em um futuro não muito distante  encontrará muita coisa para gostar em Partials." Kirkus Reviews - "Um, passeio selvagem escuro." "Sr. Wells tem recombinado elementos distópicos familiares, acrescentado originais e jogado em traços de humor seco para criar um livro, cheio de ação suspense médico, grandes ideias e reversões emocionantes. " - Wall Street Journal.